# حسان إغزار كناني
حسان اگزار الكناني، عازف الربابة والمختص بأداء طور العلوانية الغنائي الريفي الأهوازي الشهير في مناطق الجنوب الغربي من إيران، كان يقطن قرية الخويس (ميثم التمار) من أعمال مدينة شوش دانيال الواقعة في محافظة خوزستان، اكتشف الباحث في الموسيقی المحلية الإيرانية هوشنگ جاويد، الموهبة الفنية للفنان اگزار وقدمه كفنان ريفي قدير إلی الأوساط الموسيقية الإيرانية.

## تخصصه وشهرته
يعود الفضل في انتشار سمعته الموسيقية إلی تخصصه في موسيقی المناطق وعزفه علی آلته الموسيقية المعروفة بالربابة المصنوعة بيده والتي تتألف من سلك ووتر بسيطين.دخل اگزار أضواء الموسيقی خلال مهرجان فجر الموسيقي الخامس والعشرين وأثار انتباه كبار الفن الموسيقي الإيراني.لديه تخصص تام بالإضافة إلی فن العلوانية الريفي في أطوار موسيقة ريفية أخری كالهليلاوي والشطراوي والمحمداوي والمگصوصي والچوبية وغيرها من الفنون الشعبية والغنائية.

## حياته
عاش حسان اگزار حتی آخر حياته في قرية الخويس وكان قد بدأ مسيرته الفنية منذ سن الثانية عشرة بالغناء والعزف حيث كان ينشد الأشعار المحلية والمدائح الدينية.يعتبر الشعر فناً متوارثاٌ لدی أسرتهم، إذ كان جده يلقب بجبار الأديب بسبب قريحته الشعرية وأبوه سلمان أيضاٌ كان شاعراٌ وفناناٌ متمكناٌ حيث تعلم منه حسان اگزار فن الغناء وأخذ عنه طريقة صناعة الربابة.ينقل عن الفنان حسان اگزار أنه كان قد سافر إلی العراق للقاء إخوانه وأصدقاءه في بغداد وكان توقيت السفر قد صادف مناسبة الذكری السنوية لجلوس الملك فيصل الثاني علی عرش العراق وقد شارك اگزار في ذلك الاحتفال الفخم الذي حضره أشهر الفنانين العرب لإثبات قدراته واستعراض فنه الريفي العريق، فقرر منظموا المهرجان الملكي تكريم الفنان اگزار الضيف عبر إهداء سيارة حديثة له لكنه أهداها بدوره لإخوانه في العراق وعاد ممتطياٌ جواده لمسقط رأسه مدينة الشوش وكان يعزو سبب العودة إلی حنينه الوافر لتراب الوطن.
تتلمذ اگزار الكناني علی يد كبار الفن الموسيقي الإيراني كـ «اكران شروبه» الذي قام بتغيير الطور الغنائي في إقليم خوزستان، والذي كان ملماٌ بـ «الأبيات» و «السطور» كما كان يقدم عروضاٌ غنائية بأطوار الآموري الشبيهة بأنغام الأميري المازندارنية في شمال إيران.
لقد تم تكريم الفنان حسان اگزار بالإضافة إلی سبعة وعشرين مطرباٌ وتسعة من عازفي آلالات الوترية (الخشبية) خلال المهرجان السادس لموسيقی المناطق الإيرانية. وكان من المتوقع أن تقوم الدائرة الفنية التابعة لمؤسسة الإعلام الإسلامي في مدينة الأهواز بإنتاج فلم وثائقي قصير تحت عنوان «مادح الائمة الأطهار» يتناول سيرة حياة الفنان حسان اگزار الكناني، وقد ظهر اگزار قبل ذلك بفترة قصيرة أمام الكاميرات بصفته أحد منشدي مناقب أهل البيت المذكورين في سجل الإنشاد الديني الذي تولی إعداده الباحث هوشنگ جاويد.

## محطته الأخيرة
توفي الفنان حسان اگزار بعد يومين من تقديمه لعرض فني في مهرجان فجر الموسيقي الخامس والعشرين في طريقه لمسقط رأسه بسبب نوبة قلبية في الخامسة والسبعين من العمرة.
وجه السيد إيماني خوشخو مساعد وزير الثقافة والإرشاد الإسلامي للشؤون الفنية بهذه المناسبة برقية عزاء للأوساط الموسيقية والفنية، كما قدم السيد محمدعلي خيري سكرتير مهرجان فجر الموسيقي الدولي الخامس والعشرين تعازيه في برقية ثانية إلی أهالي محافظة خوزستان. كانت تربط حسان اگزار علامة صداقة فنية مع الفنان درويش حيث عزفا معاٌ وقدماٌ أنغام الموسيقی المحلية الرائعة خلال مهرجان فجر الموسيقي الخامس والعشرين،  يذكر أن الآلة الموسيقية التي كان يستخدمها حسان اگزار، كانت صنيعة يده حيث تتألف من سلك وآلة وترية بسيطة.قدم حسان اگزار آخر عروضه الغنائية في يوم الأحد الموافق 27 آذار/مارس 2010 م بعد عروض الفنان إحسان خواجه أميري وفرقة رومي وغلام مارغيري وغلام رضا آلمه جوقي في قاعة أنديشة التابعة للدائرة الفنية بالعاصمة الإيرانية طهران.
تم خلال المراسيم الختامية لمهرجان فجر الموسيقي الخامس والعشرين وبعد الانتهاء من كلمة وزير الثقافة آنذاك، ثم إحياء ذكری الفنانين الموسيقيين الرحلين في العام 2011 م في جانب من المهرجان وذلك عبر بث عروض من الفنان حسان اگزار الكناني وغيره من الفنانين الراحلين كـ: عطاء الله جنگوك وآندره آرزومانيان وغلام رضا حمزه أي ورضا سقائي ومحمد نوري وفريد سلمانيان والين باغچه بان وغلام علي ني نواز وعلي آبجوري ومحمدحسن تفكري وسعيد قلي بور وحسين فتوحي.نشر خبر وفاته في الصحف وأذيع من الإذاعات الوطنية الإيرانية. پیام درگذشت أو در جراید ورادیوهای ملی ایران منتشر کرد.